# ATM Forum
Das 1991 gegründete ATM Forum war eine internationale Non-Profit-Organisation, die von diversen Herstellern privater Datenverarbeitungs- und Telekommunikationstechnik, die die ATM-Technik vorantreiben wollten, gegründet wurde.
Seit 2005 ist sie Teil des IP/MPLS Forum (Internet-Protokoll/Multiprotocol Label Switching), ebenfalls eine Non-Profit-Organisation, der das Frame Relay Forum und das MPLS Forum angehören. 2008 erfolgte die Fusion mit dem Broadband Forum.
Jeder Hersteller, Netzbetreiber oder Anwender konnte Mitglied werden. Faktisch alle großen Hersteller von Telekommunikationsgeräten waren Mitglied, ebenso große Anwender wie das US-amerikanische Verteidigungsministerium. Zu seiner aktivsten Zeit lag die Anzahl der Mitgliedsfirmen über 500. Schwerpunkt der Arbeit war die Standardisierung der ATM-Technik, die von „Technical Committees“ geleistet wird. Dazu trafen sich die Mitglieder gewöhnlich alle 2 Monate, fünfmal im Jahr in Nordamerika, einmal in Europa.